# Romas Kilikauskas
Romas Kilikauskas (* 16. März 1936 in Jurbarkas) ist ein litauischer Politiker.

## Leben
1944 emigrierte er mit seinen Eltern nach Deutschland. Ab 1954 lebte er in den USA. An der Omaha University absolvierte er das Studium der Wirtschaft und der deutschen Sprache, an der University of Michigan folgte ein Masterstudium für Management. 1967 absolvierte er die West Texas Military Academy in San Antonio. 1987 wurde er Oberst. 
Von 1997 bis 1998 war er stellvertretender Innenminister Litauens und von 1999 bis 2001 stellvertretender Verteidigungsminister Litauens.